# انتقام‌گیری برای یک سامورایی
انتقام‌گیری برای یک سامورایی (به ژاپنی: 荒木又右衛門 決闘鍵屋の辻 Araki Mataemon: Kettō kagiya no tsuji) یک فیلم سیاه‌وسفید چانبارا به کارگردانی کازوئو موری محصول سال ۱۹۵۲ است. از بازیگران آن می‌توان به توشیرو میفونه، تاکاشی شیمورا، مینورو چیاکی و دایسوکه کاتو اشاره کرد.